# Кук (бог)
Кук (Кек, Кеку) — бог в древнеегипетской мифологии. Один из восьми космических божеств Гермопольской огдоады. Его имя означает «темнота», поэтому он отождествлялся с тьмой. В мифологии Кук рассматривался как андрогинное божество, его женским воплощением была богиня Каукет, которая в то же время просто являлась женской формой имени «Кук».

## Мифология
Также как и все остальные три пары двойственных божеств огдоады, мужская форма бога Кука изображалась в образе лягушки или человека с головой лягушки, а женская форма в образе змеи или женщины с головой змеи. Помимо символа тьмы, Кук также ассоциировался с мраком, неизвестностью и хаосом. Кроме того, Кук был известен как «тот, кто предшествует свету» или «несущий свет».

## В современной культуре
Во время кампании президентских выборов в США в 2016 году на онлайн-форумах типа 4chan пользователи стали замечать сходство между персонажем Лягушонок Пепе и древнеегипетским божеством Кеком, которого стали называть «богом мемов».